# Juan Rodríguez Jiménez

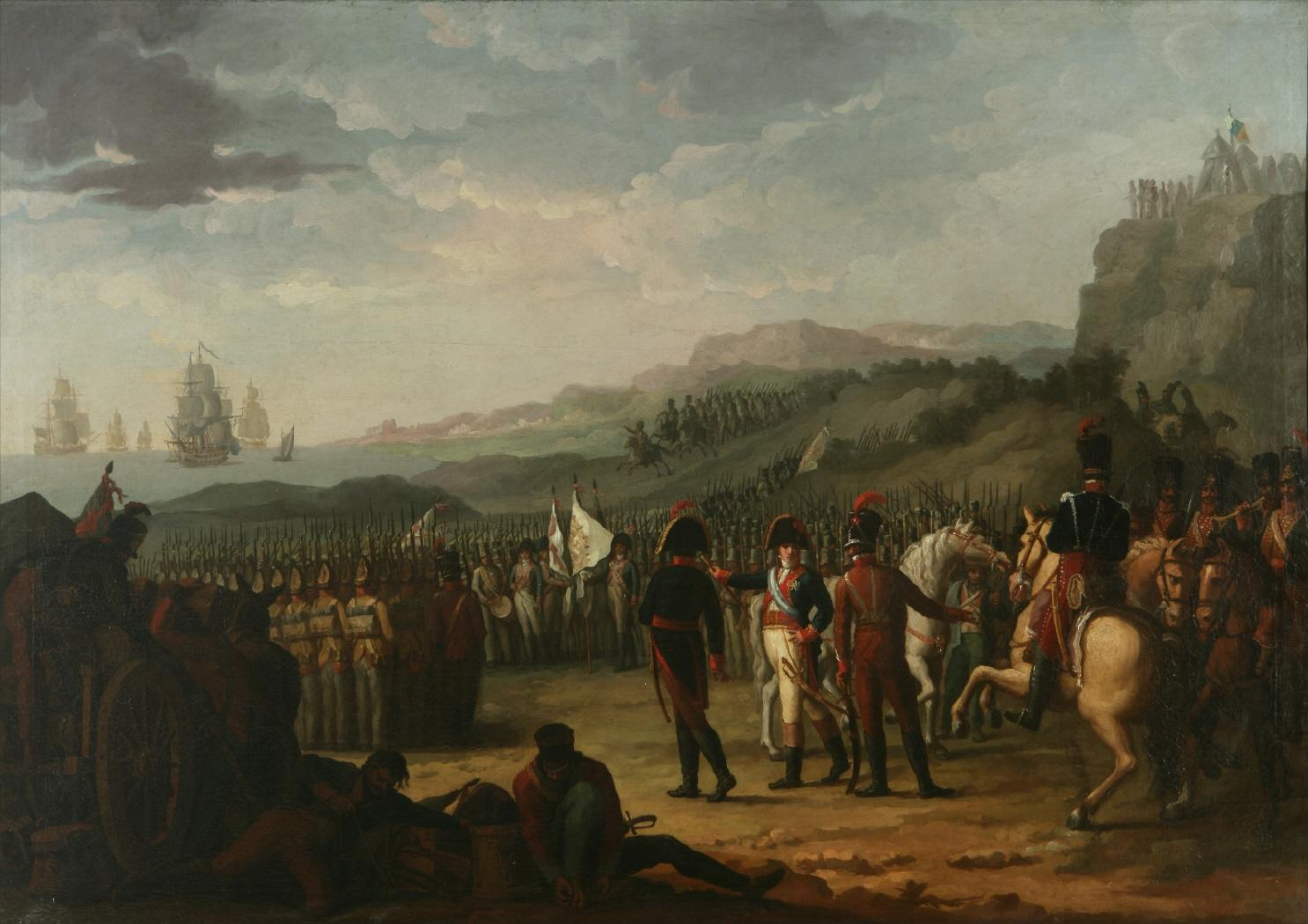
"Embarque del marqués de la Romana y sus tropas" (1809).

Juan Rodríguez Jiménez conegut com «el Panadero» per l'ofici dels seus pares (Jerez de la Frontera, 6 de febrer de 1765 - 26 de novembre de 1830), va ser un pintor costumista i romàntic nomenat alguna vegada el «Goya andalús».
Rodríguez Jiménez es va formar inicialment sota la tutela d'un frare mercedari, el pare Palma, i es va iniciar en la pintura religiosa amb obres per a la catedral de Cadis. No va trigar a obtenir un cert reconeixement, pel que va ser cridat a treballar a Sevilla -decoració del presbiteri de l'església de San Agustín) i també a Portugal -obres al convent de l'Encarnació de Lisboa i teló de boca del teatre de Porto-.
De tornada a Cadis es va encarregar de la decoració del Teatre Principal i es va especialitzar en la pintura de petits quadres costumistes, gairebé no esbossats. La més cèlebre de les seves obres és, amb tot i això, és un quadre de gènere històric i podria haver-ho pintat per a la seva presentació a un concurs organitzat per l'Acadèmia de Belles Arts de Cadis: Embarque del marqués de la Romana y sus tropas, oli datat el 1809, conservat al Museu del Romanticisme a Madrid.
Casat en segones noces amb Benita García va tenir com a fill a Juan Rodríguez García que va seguir la professió del seu pare.